# Stosunki polsko-węgierskie

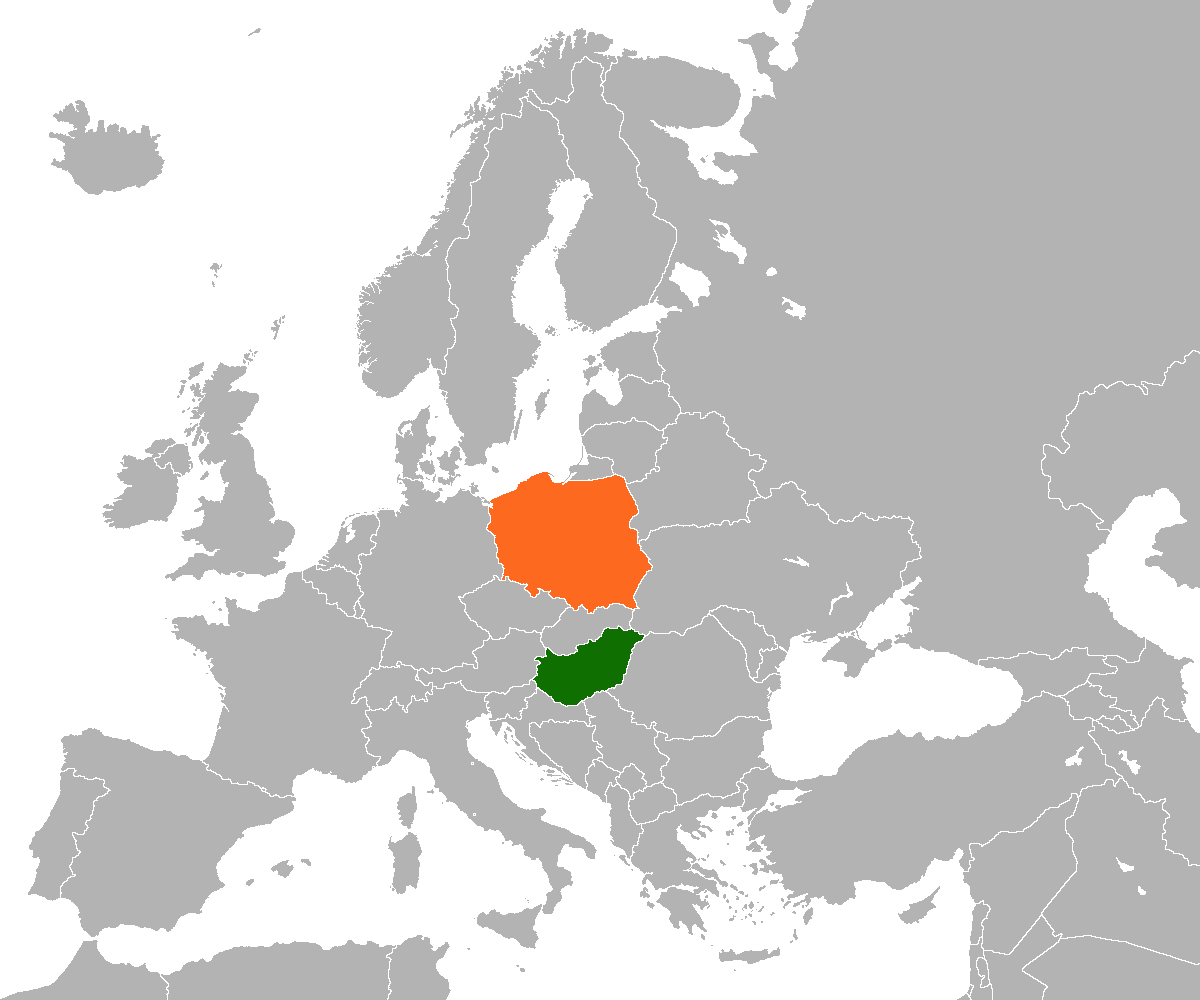
Położenie Polski i Węgier

Stosunki polsko-węgierskie – stosunki panujące pomiędzy Polską a Węgrami. Stosunki między oboma państwami sięgają średniowiecza. Od długiego czasu państwa te łączy bliska przyjaźń. Węgry utrzymują ambasadę w Warszawie, Konsulaty Generalne w Krakowie i Gdańsku, Wicekonsulat we Wrocławiu i 3 konsulaty honorowe (w Łodzi, Poznaniu i Bydgoszczy); Polska ma ambasadę w Budapeszcie. Oba państwa są pełnoprawnymi członkami między innymi NATO i Unii Europejskiej, a także są członkami Grupy Wyszehradzkiej. Węgierscy politolodzy i politycy często używają terminu określającego Budapeszt jako „ekspres Warszawa”, który odnosi się do faktu, że zmiany w polityce Węgier są często poprzedzane przez podobne wydarzenia w Polsce.

## Średniowiecze

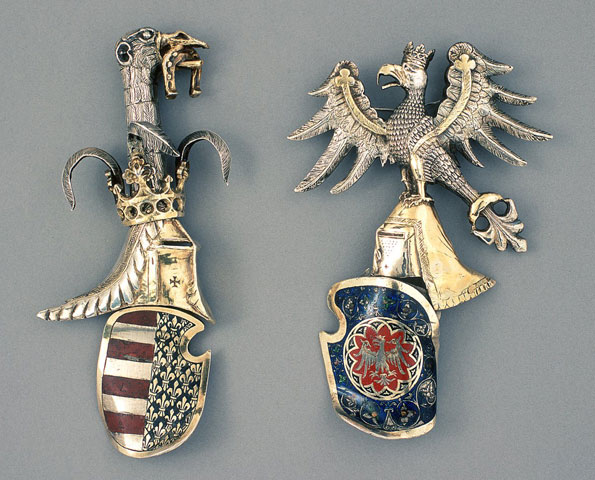
Zapinki z herbami Królestwa Polskiego i Węgier z lat około 1340–1380, należące prawdopodobnie do Elżbiety Łokietkówny (siostry Kazimierza Wielkiego)

Stany Węgierskie odnawiają przymierze z Królestwem Polskim w 1403 roku

O zbliżeniu Polski i Węgier zadecydowało położenie geopolityczne obu krajów. Pierwszy król Węgier Stefan I Święty zajął należące od 1001/1003 roku do Polski tereny większej części dzisiejszej Słowacji i Węgry tym samym ustanowiły od północy swoją granicę z Polską. Początki polsko-węgierskiego zbliżenia datuje się właśnie na wiek XI oraz XII, w których oba kraje zawiązały koalicje antyniemieckie mające na celu przeciwstawienie się ekspansji Świętego Cesarstwa. Węgierski historyk Endre Kovacs napisał: „sojusz obronny Bolesława Krzywoustego i króla węgierskiego Kolomana Uczonego na jesieni 1108 sprawił, iż losy węgierskiej kampanii zostały rozstrzygnięte nad Odrą i Łabą, polska broń uratowała Węgry od niemieckiej nawały”.
Stosunki między oboma narodami zacieśniły się w XIV wieku. Doszło wówczas do zawarcia unii personalnej, w wyniku której w 1370 królem Polski został dotychczasowy władca Węgier Ludwik I, zwany w węgierskiej historiografii Wielkim. Panował w obu królestwach do swojej śmierci (1382). W Polsce tron po nim objęła młodsza z jego córek Jadwiga, a na tronie węgierskim zasiadła jego starsza córka Maria. Ponad pół wieku później, w 1440 oba państwa ponownie połączyła osoba wspólnego króla. Został nim Władysław III Warneńczyk, syn Władysława Jagiełły. Druga unia polsko-węgierska przetrwała zaledwie cztery lata i zakończyła ją klęska z Turkami pod Warną (1444) oraz śmierć króla Władysława poniesiona w tejże bitwie.
Obok momentów zbliżenia i współpracy w dziejach stosunków polsko-węgierskich doby średniowiecza zdarzały się również napięcia. Obszarem, o który w XIV stuleciu rywalizowały oba państwa, była Ruś Halicka. Najpierw dla Polski zdobył ją Kazimierz Wielki, potem na krótko do Węgier włączył ją Ludwik I Węgierski. Wreszcie za sprawą wyprawy Jadwigi w 1387 Ruś Halicka powróciła do państwa polskiego. W 1471 na skutek nieudanej wyprawy zbrojnej polskiego królewicza Kazimierza po koronę węgierską doszło do pogorszenia stosunków. Nota bene polski dwór nie chciał uznać na tronie Węgier ówczesnego ich króla Macieja Korwina. Po nieudanej wyprawie królewicza Kazimierza, węgierski władca dokonał w odwecie w 1474 r. najazdu łupieskiego na tereny należącej wówczas do Polski Rusi Czerwonej. Co więcej, Maciej Korwin prowadził antypolską politykę zagraniczną. Zawiązał np. skierowany przeciwko państwu polsko-litewskiemu sojusz z władcą moskiewskim Iwanem III.
W drugiej połowie XV wieku z Węgier do Polski zaczęły przenikać prądy renesansowe. Zygmunt Stary zanim został królem, przebywał na dworze swojego brata króla Węgier Władysława II Jagiellończyka i tam miał okazje poznać idee renesansu na płaszczyźnie sztuki, dzięki czemu stał się potem oddanym mecenasem kultury.

## Rzeczpospolita Obojga Narodów

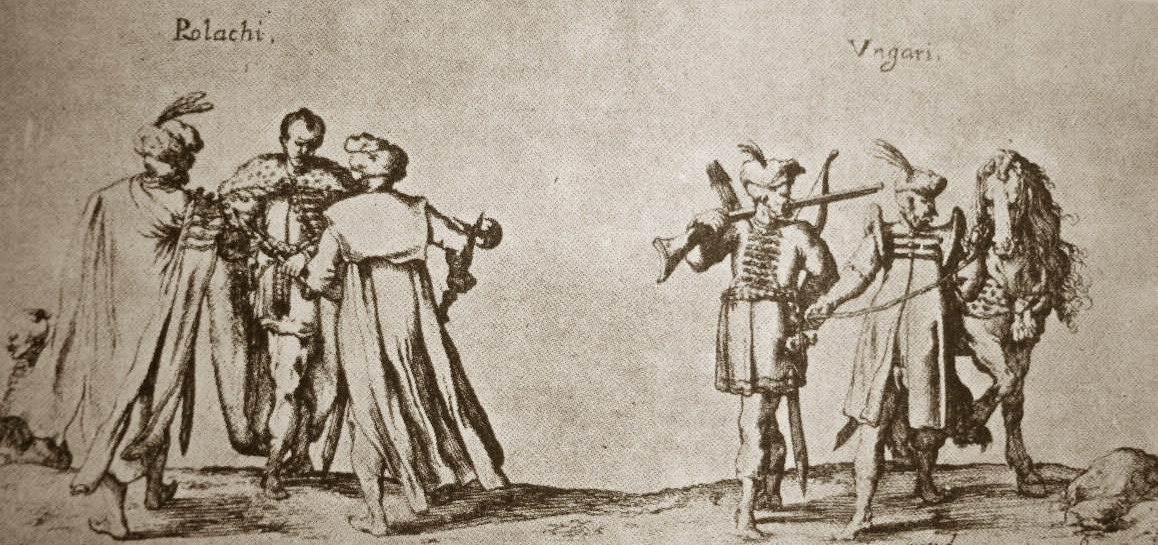
Willam Baur: Węgrzy i Polacy (XVII w.) w Muzeum Czartoryskich w Krakowie

W obliczu zagrażającego niebezpieczeństwa tureckiego król Zygmunt Stary nie chciał udzielić Węgrom poważniejszej pomocy, mimo tego że na ich tronie zasiadał jego bratanek Ludwik II. Dla polskiego króla ważniejsze było utrzymanie dobrych stosunków z Imperium Osmańskim. W 1526 armia węgierska została rozbita przez armię turecką w bitwie pod Mohaczem, w której oprócz 18 tys. rycerzy węgierskich zginęło także 3000 rycerzy polskich. Po tej klęsce nastąpiła na Węgrzech długotrwała wojna domowa, a wkrótce Królestwo Węgier rozpadło się na trzy części. W tym okresie do Polski wyemigrowało wielu Węgrów. W Tarnowie schronił się między innymi król Węgier Jan Zápolya, który zabiegał o poparcie polskich magnatów w odzyskaniu tronu. Kraków stał się dla Węgrów ważnym centrum kultury. W XVI wieku wydano w nim blisko 160 książek w języku węgierskim.
Ostatecznie Zápolya nie został faktycznym królem Węgier. Jego żoną została córka Zygmunta Starego Izabela. Jej oraz jej mężowi urodził się syn, który otrzymał imiona Jan Zygmunt. Został on po śmierci ojca władcą (z tytułem królewskim) będącego tureckim lennem Siedmiogrodu, chociaż na początku z powodu swej małoletności nie mógł sprawować władzy osobiście.
Przed objęciem tronu polskiego Stefan Batory był władcą Siedmiogrodu. Batory w czasie elekcji w 1575 roku wybrany został na króla polskiego, a Siedmiogród został połączony z Rzeczpospolitą unią personalną. Za czasów panowania Batorego na polskim tronie nastąpił ożywiony rozwój wzajemnych kontaktów między Węgrami a Polską. Batory zreorganizował wojsko koronne korzystając z wzorów węgierskich (utworzono piechotę wybraniecką wyposażoną w rusznice i toporki do budowy mostów i umocnień polowych). Korzystał także z bardzo przydatnej w zdobywaniu twierdz formacji piechoty węgierskiej.
Po Stefanie Batorym wielu władców Siedmiogrodu nosiło się z mniej lub bardziej poważnymi zamiarami zdobycia polskiej korony. W czasie potopu szwedzkiego tron polski przy zbrojnej pomocy swych wojsk i Kozaków Bohdana Chmielnickiego próbował objąć Jerzy II Rakoczy. Był on od czasu traktatu w Radnot sojusznikiem Karola X Gustawa. Jego wyprawa na Polskę w 1657 r. zakończyła się jednak zupełną klęską. Książę Siedmiogrodu musiał zwrócić Polsce wszystkie łupy wojenne, zapłacić Rzeczypospolitej reparacje wojenne w wysokości 1,2 mln złotych oraz wypłacić armii kontrybucję w wysokości 3 mln złotych.
Franciszek II Rakoczy, wnuk Jerzego II, przebywając w Polsce, starał się uzyskać pomoc polskich magnatów przeciwko Habsburgom. Potem już w trakcie kierowanego przez siebie powstania na Węgrzech przeciwko Austrii (1703–1711) zawarł w Warszawie sojusz z Rosją, ale jednocześnie odrzucił rosyjską propozycję objęcia polskiego tronu. Po klęsce powstania przez pewien czas przebywał na emigracji w Polsce.

## Powstanie węgierskie 1848
Rewolucja węgierska 1848–1849 spotkała się z poparciem polskiego rządu narodowego na emigracji. W walkach po stronie węgierskiej uczestniczył 3-tysięczny legion polski pod wodzą gen. Józefa Wysockiego. Jednym z bardziej znanych uczestników tego powstania był Edmund Ślaski.
Węgierskim bohaterem narodowym jest Józef Bem, który był naczelnym wodzem powstania węgierskiego w latach 1848-1849.

## Wojna polsko-bolszewicka

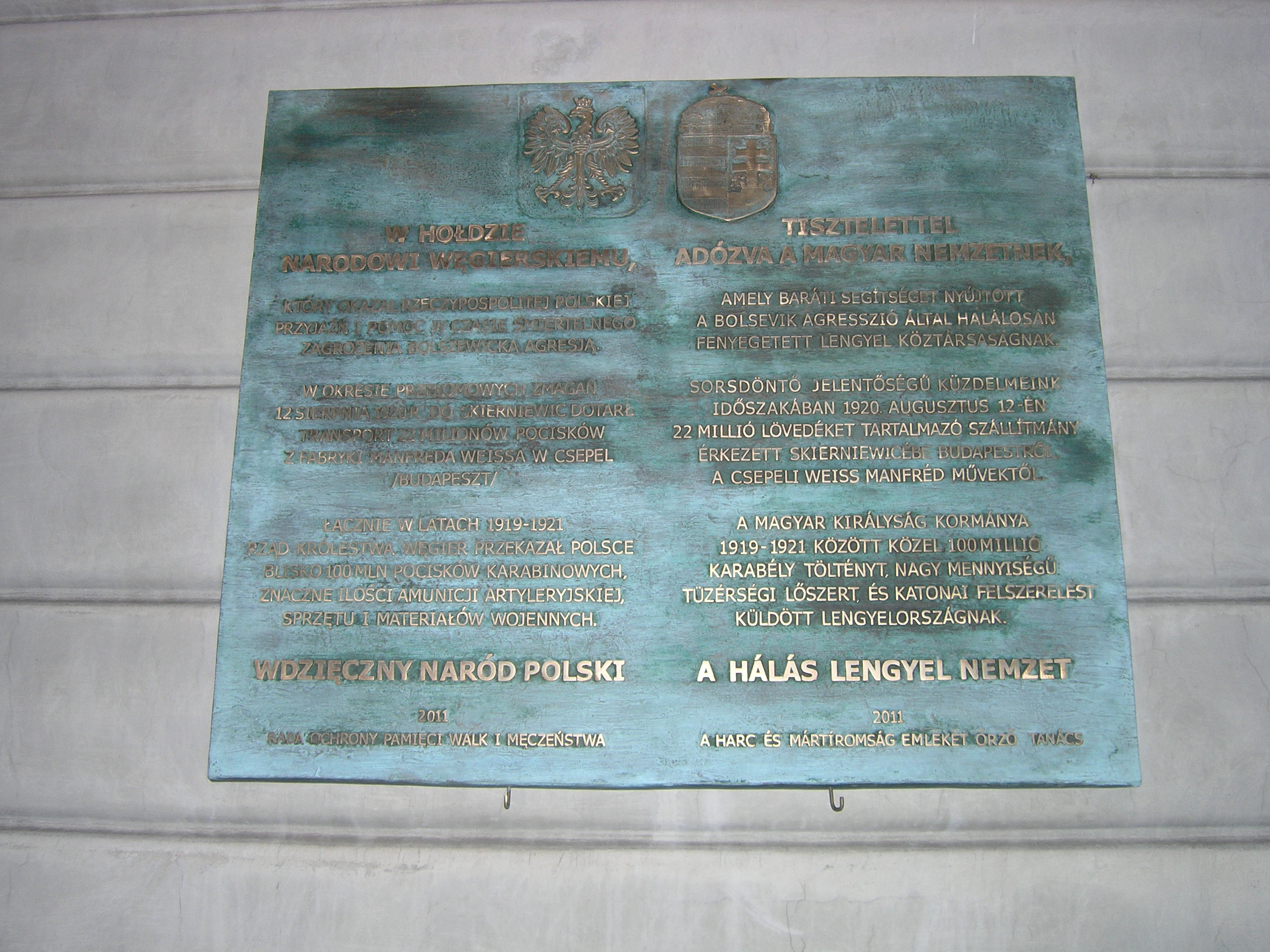
Tablica upamiętniająca militarną pomoc węgierską dla Polski w latach 1919–1921 na pl. Marszałka Józefa Piłsudskiego w Warszawie

„Nie wiemy, co uczyni Koalicja, my musimy być gotowi, aby stanąć po stronie Polski. Los Polski jest naszym losem”. – węgierskie chrześcijańsko-narodowe pismo „Uj Nemzedék” (Nowe Pokolenie)

Podczas wojny polsko-bolszewickiej (1919-1921) Węgry były jedynym krajem w regionie, który zaoferował atakowanej przez bolszewików Polsce pomoc militarną w postaci 30 tys. kawalerzystów. Siły te nie zasiliły jednak obrony kraju ze względu na brak zgody rządów Czechosłowacji i Rumunii na przejazd oddziałów węgierskich przez terytoria tych krajów. Czesi nie chcieli nawet przepuścić transportów broni dla polskiego wojska, które Węgrzy postanowili przekazać wojsku polskiemu do walki z komunistami. Ostatecznie dzięki zgodzie Rumunii Węgry dostarczyły do Polski własnym taborem kolejowym broń i amunicję.

Łącznie w latach 1919–1921 rząd Królestwa Węgier przekazał Polsce blisko 100 mln pocisków karabinowych, ogromne ilości amunicji artyleryjskiej, sprzętu i materiałów wojennych.

{{Cytat}} Linki zewnętrzne: "źródło".

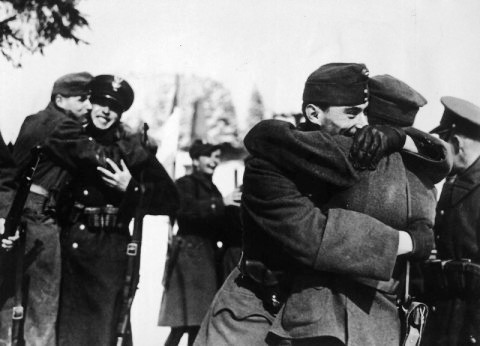
Powitanie żołnierzy węgierskich i polskich w 1938 r. (Operacja Łom)

W początkach lipca 1920 rząd Węgier premiera Pála Telekiego podjął decyzję o udzieleniu pomocy Polsce, przekazując nieodpłatnie i dostarczając w krytycznym momencie wojny na własny koszt drogą przez Rumunię zaopatrzenie wojskowe: 48 mln naboi karabinowych do Mausera, 13 mln naboi do Mannlichera, amunicję artyleryjską, 30 tysięcy karabinów Mauser i kilka milionów części zapasowych, 440 kuchni polowych, 80 pieców polowych. 12 sierpnia 1920 do Skierniewic dotarł transport m.in. 22 mln naboi do Mausera z fabryki Manfréda Weissa w Czepel.

## II wojna światowa

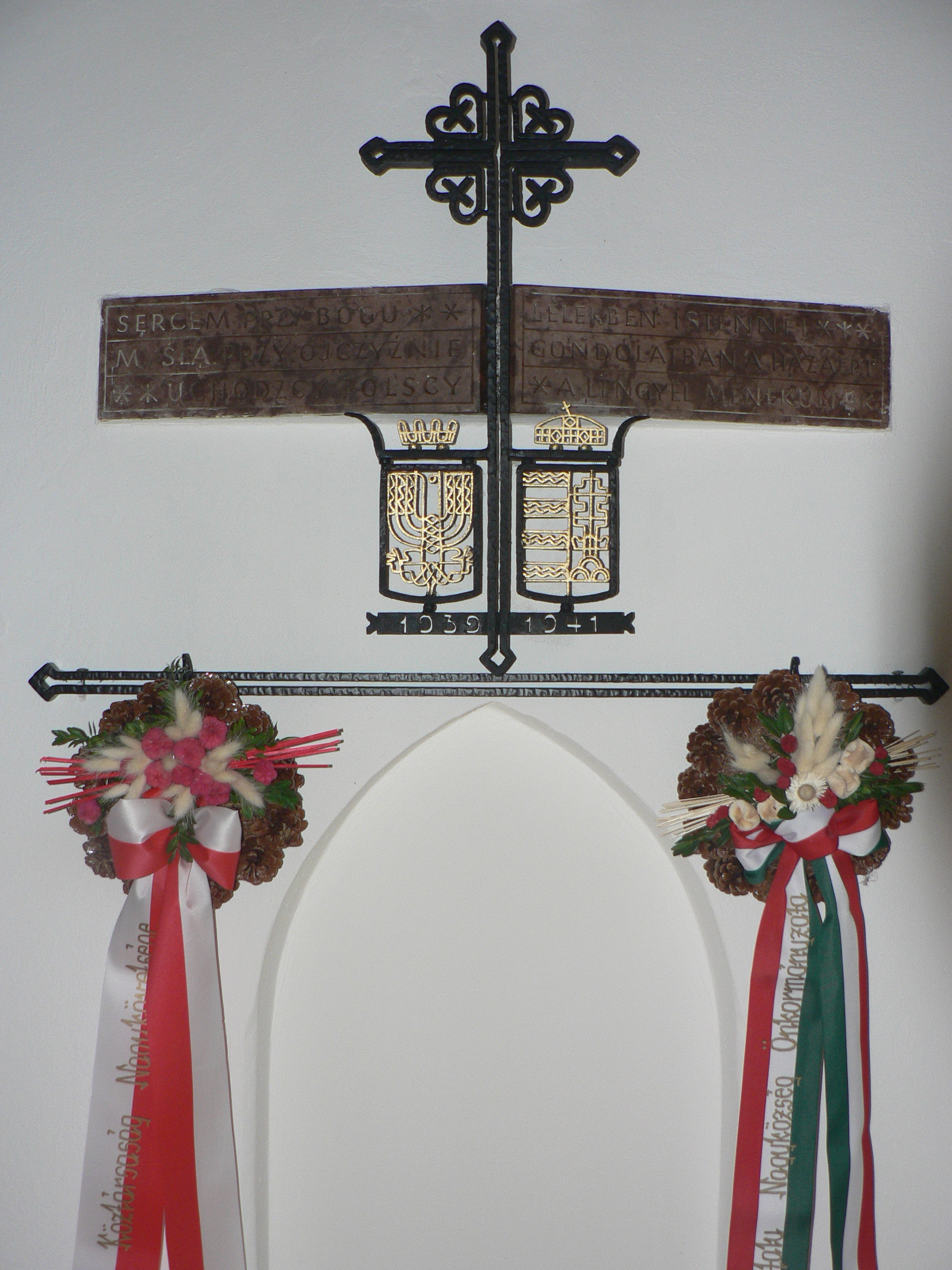
Uchodźcy polscy w czasie II wojny światowej na Węgrzech upamiętnieni w Leányfalu

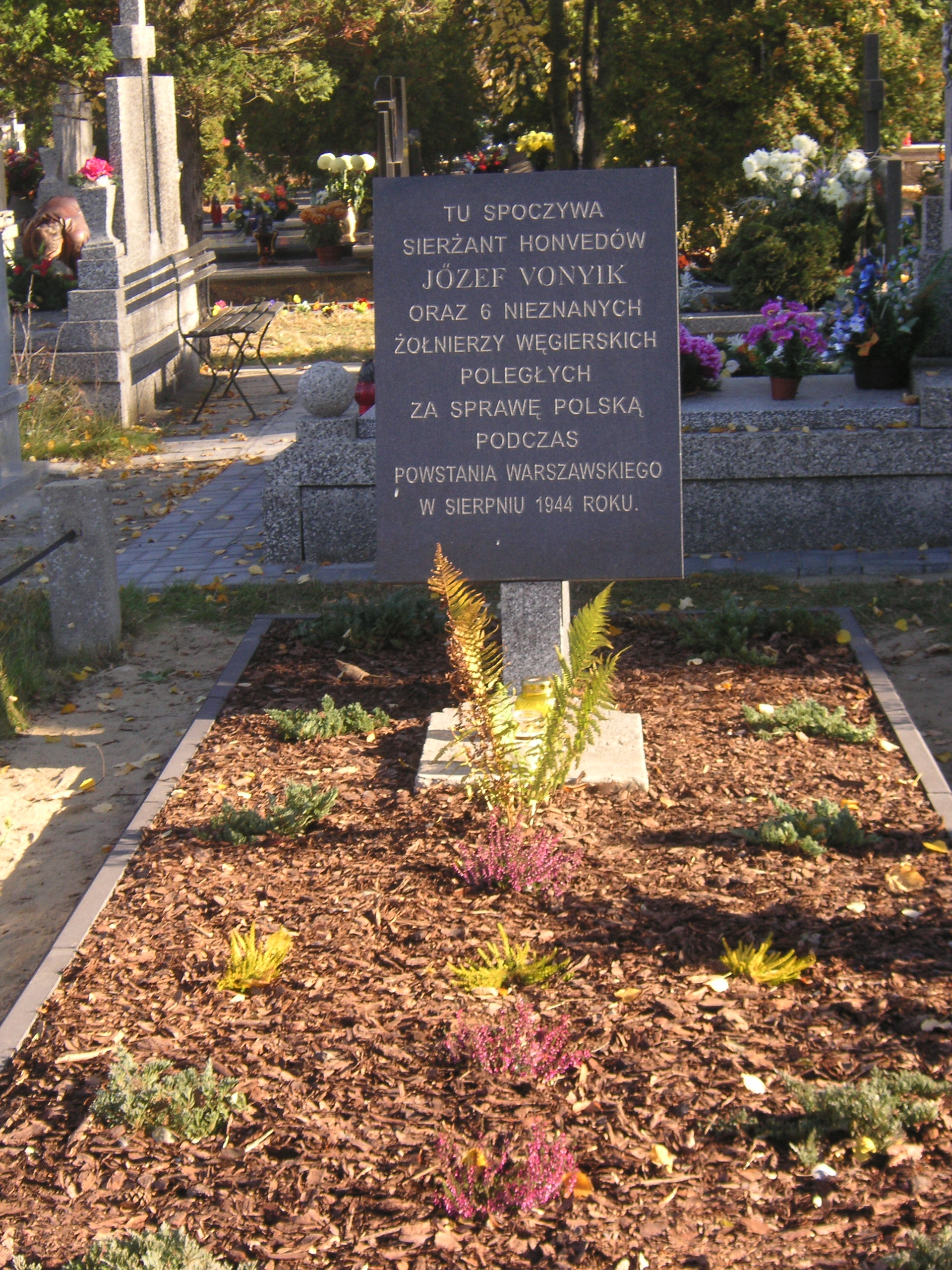
Grób w Raszynie Józefa Vonyika oraz 6 węgierskich żołnierzy, którzy polegli w powstaniu warszawskim po stronie polskiej

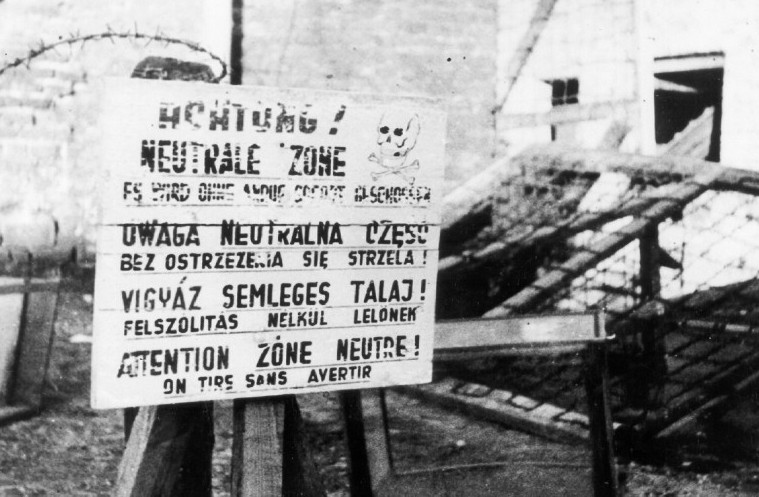
Tablica oznajmiająca wejście w neutralną strefę węgierską w czasie Powstania warszawskiego.

Emocjonalny związek między narodami nie został rozbity nawet w okresie II wojny światowej. Węgry były sojusznikiem III Rzeszy, której wojska zaatakowały Polskę podczas kampanii wrześniowej. Już w kwietniu 1939 szef węgierskiej dyplomacji István Csáky w liście do posła Villaniego pisał, że w czasie ewentualnej wojny przeciw Polsce Węgry nie mogą w niej wziąć udziału. „Nie jesteśmy skłonni brać udziału ani pośrednio, ani bezpośrednio w zbrojnej akcji przeciw Polsce. Przez «pośrednio» rozumiem tu, że odrzucimy każde żądanie, które prowadziłoby do umożliwienia transportu wojsk niemieckich pieszo, pojazdami mechanicznymi czy koleją przez węgierskie terytorium dla napaści przeciw Polsce. Jeżeli Niemcy zagrożą użyciem siły, oświadczę kategorycznie, że na oręż odpowiemy orężem.” Csaky podkreślił również fakt, że sympatia wobec Polaków jest na Węgrzech tak duża, że jakiekolwiek, pośrednie bądź bezpośrednie, wystąpienie Węgier przeciw Polsce mogłoby doprowadzić do niepokojów społecznych w jego kraju. Stwierdził, że „Jeślibyśmy zaś pozwolili Niemcom – czy to bez żadnego sprzeciwu, czy po ewentualnym proteście – na to, aby z naszego terytorium walczyli przeciw Polsce, wybuchłaby tu rewolucja i nastąpiłby taki wstrząs moralny, że stracilibyśmy wiarę w siebie”.
Jeden z oficerów polskich sil zbrojnych, wycofujących się na Węgry, we wrześniu 1939, zanotował następujacą scenę:

[...] Wyszliśmy na grzbiet. Przed nami zobaczyliśmy wysoką bramę, wzniesioną okrakiem na drodze, a na niej napis: WITAMY. Po obu stronach drogi , przy słupach bramy, stali węgierscy żandarmi w czarnych kapeluszach, w których mieli wpięte kogucie pióra.[...]

Premier Węgier Pál Teleki stanowczo odmówił Adolfowi Hitlerowi możliwość dokonania inwazji na Polskę z terytorium Węgier. W depeszy premiera Pála Telekiego do Adolfa Hitlera z 24 lipca 1939, czytamy iż Węgry „nie mogą przedsięwziąć żadnej akcji militarnej przeciw Polsce ze względów moralnych”. List ten wywołał wściekłość kanclerza Trzeciej Rzeszy. Premier Węgier w porozumieniu z regentem Miklósem Horthym nakazał zaminowanie tuneli na trasie linii kolejowej i ich wysadzenie w powietrze w przypadku próby sforsowania siłą przez Niemców.
Po inwazji niemieckiej na Węgrzech znalazło schronienie ponad sto tysięcy polskich uchodźców, otwarto również szkoły dla polskich dzieci. Mimo nacisków niemieckich rząd Horthyego do końca listopada 1940 zezwalał na oficjalne funkcjonowanie poselstwa polskiego w Budapeszcie i przyjmował posła polskiego Leona Orłowskiego. Z Węgier do Francji, przy czynnym udziale polskiego poselstwa i potajemnej aprobacie władz węgierskich, ewakuowano do maja 1940 około 35 tysięcy żołnierzy Wojska Polskiego, oficjalnie internowanych we wrześniu 1939 co miało istotne znaczenie w utworzeniu Polskich Sił Zbrojnych na Zachodzie.

Węgrzy na ogół nie kryli się ze swymi sympatiami dla walczącej Warszawy i ludność Ursynowa wysłuchała ze wzruszeniem nabożeństwa polowego, po którym orkiestra 5 węgierskiej dywizji rezerwowej odegrała polski hymn narodowy

W czasie powstania warszawskiego węgierskie jednostki stacjonujące w Warszawie, jako część sił sprzymierzonych z Niemcami, otrzymały rozkaz zakazujący im walki po stronie polskiej, gdyż zachodziło takie prawdopodobieństwo. Ci Węgrzy, którzy wzięli udział w powstaniu po stronie niemieckiej, często oferowali Polakom broń i żywność. 15 sierpnia 1944 nastąpiły tajne pertraktacje pomiędzy dowództwem II węgierskiego korpusu rezerwowego gen. Beli Lengyela, byłego attaché wojskowego w Warszawie, a szefem mokotowskiego BIPu płk. Janem Stępniem „Szymonem”. Ku zdumieniu powstańców Węgrzy zaoferowali przejście ok. 20 tys. wojsk węgierskich znajdujących się na terenie okupowanej Polski na polską stronę oraz militarne wsparcie Armii Krajowej w akcji Burza. Według planu przedstawionego przez Węgrów przedstawiciel KG AK miał polecieć samolotem do Budapesztu w przebraniu węgierskiego oficera aby na ten temat rozmawiać bezpośrednio z Horthym, który chciał wykorzystać kontakty Polaków do przejścia na stronę aliantów. Podczas kolejnego spotkania między gen. Lengyelem i gen. Szabo płk Stępień oświadczył, że AK nie może udzielić żadnych gwarancji co do powodzenia rozmów z aliantami, ponieważ równie trudna jest sytuacja Polaków. Wobec tego dowództwo węgierskie zaoferowało transport przedstawiciela AK własnym samolotem do Londynu w celu przeprowadzenia trójstronnych rozmów na ten temat z przedstawicielami aliantów. O rokowaniach dowiedział się niemiecki wywiad, który odwołał węgierskie dywizje z frontu nad Wisłą. Mimo to zanotowano kilka przypadków walki Węgrów po polskiej stronie podczas powstania.

## Komunizm
Po II wojnie światowej oba kraje należały do tzw. bloku wschodniego będąc państwami satelickimi Związku Radzieckiego. W tymże okresie Polska oraz Węgry były członkami Układu Warszawskiego i Rady Wzajemnej Pomocy Gospodarczej.

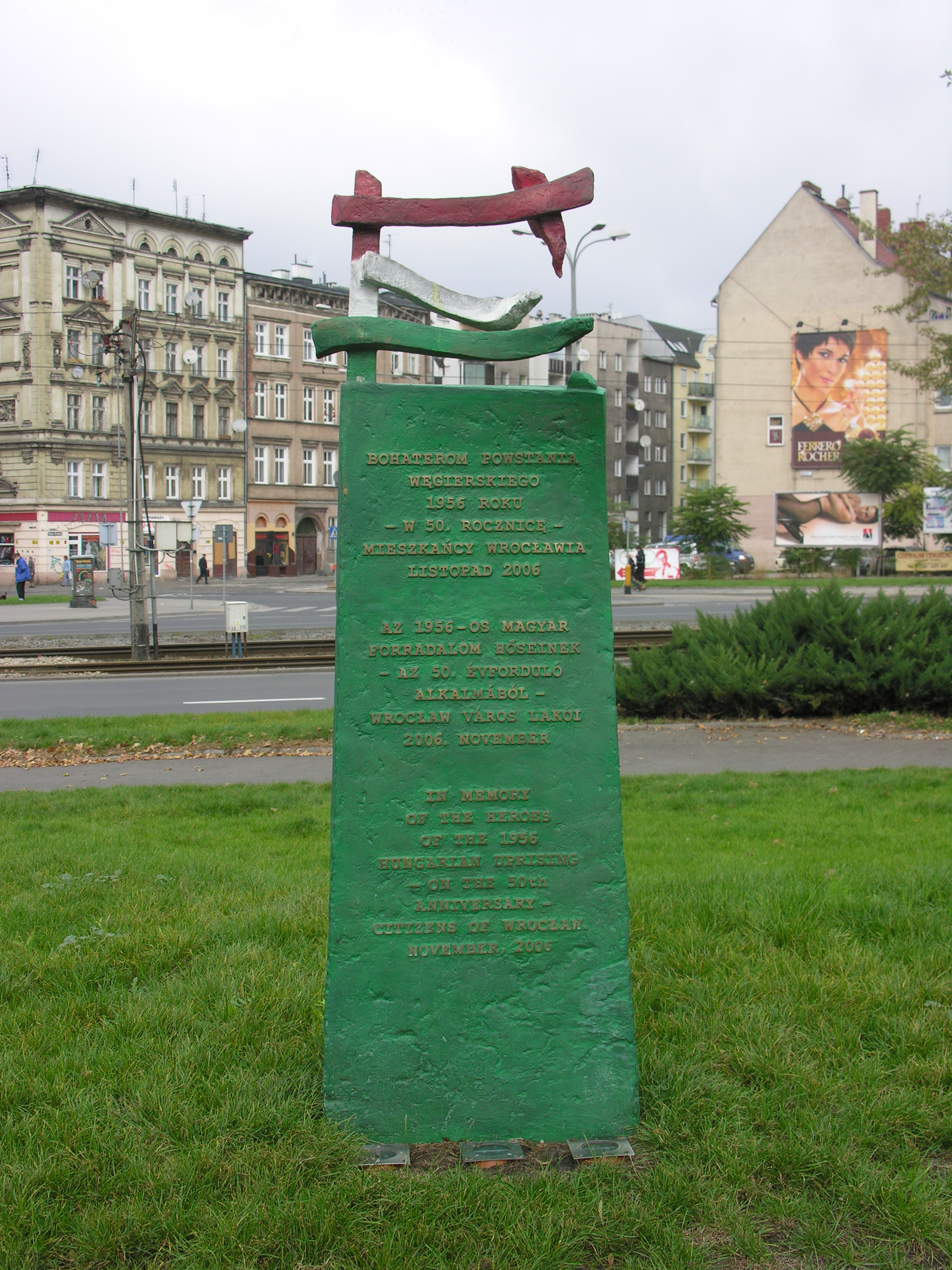
Pomnik Bohaterów Powstania Węgierskiego odsłonięty we Wrocławiu w jego 50. rocznicę w listopadzie 2006

Rewolucja węgierska ma swoje korzenie w solidarnościowych protestach węgierskich studentów z wystąpieniami polskich robotników w Poznaniu w 1956. Studenci politechniki w Budapeszcie uzyskali zgodę na manifestację dla poparcia żądań poznańskich robotników. Celem demonstracji budapeszteńskiej było wyrażenie solidarności z narodem polskim i wymuszenie na Centralnym Kierownictwie Węgierskiej Partii Pracujących zmian w podobnym duchu. Węgrzy maszerowali pod polskimi sztandarami i z wizerunkami orła białego dnia 23 października 1956. Na transparentach widniały napisy: „Niech żyje odważna polska młodzież”, „Niech żyją polskie zmiany”, „Bem, Kossuth, Petöfi”. Marsz zakończył się pod pomnikiem bohatera Polski i Węgier – Józefa Bema odczytaniem listy żądań studentów. Studenci węgierscy skandowali hasło: „Polska ukazuje drogę...” Solidarnościowa demonstracja studentów węgierskich z protestami polskich robotników stała się przyczyną wybuchu Powstania na Węgrzech w roku 1956.
Inspirowana wydarzeniami w Poznaniu rewolucja węgierska w 1956 została entuzjastycznie poparta przez Polaków, którzy masowo oddawali krew dla rannych bojowników węgierskich. Do 12 listopada w całym kraju zgłosiło się 11.196 honorowych krwiodawców. Z powodu ogromnej ilości Polaków chętnych do oddania krwi dla Węgrów wiele szpitali w Polsce musiało otworzyć dodatkowe miejsca. W całym kraju powstawały komitety zajmujące się działaniem na rzecz potrzebującej ludności węgierskiej. Polacy wysyłali również na Węgry lekarstwa – Polski Czerwony Krzyż wysłał 15 samolotów z łącznie 44 tonami medykamentów. Jeszcze większe ilości leków zostały przewiezione za pomocą transportu drogowego i kolejowego. Polską pomoc dla Węgier szacuje się na wartość ok. 2 mln ówczesnych dolarów amerykańskich. Ta oddolnie zorganizowana pomoc materialna przysłana z Polski dla Węgier była znacznie większa niż udzielona przez rząd USA.

## Po 1989

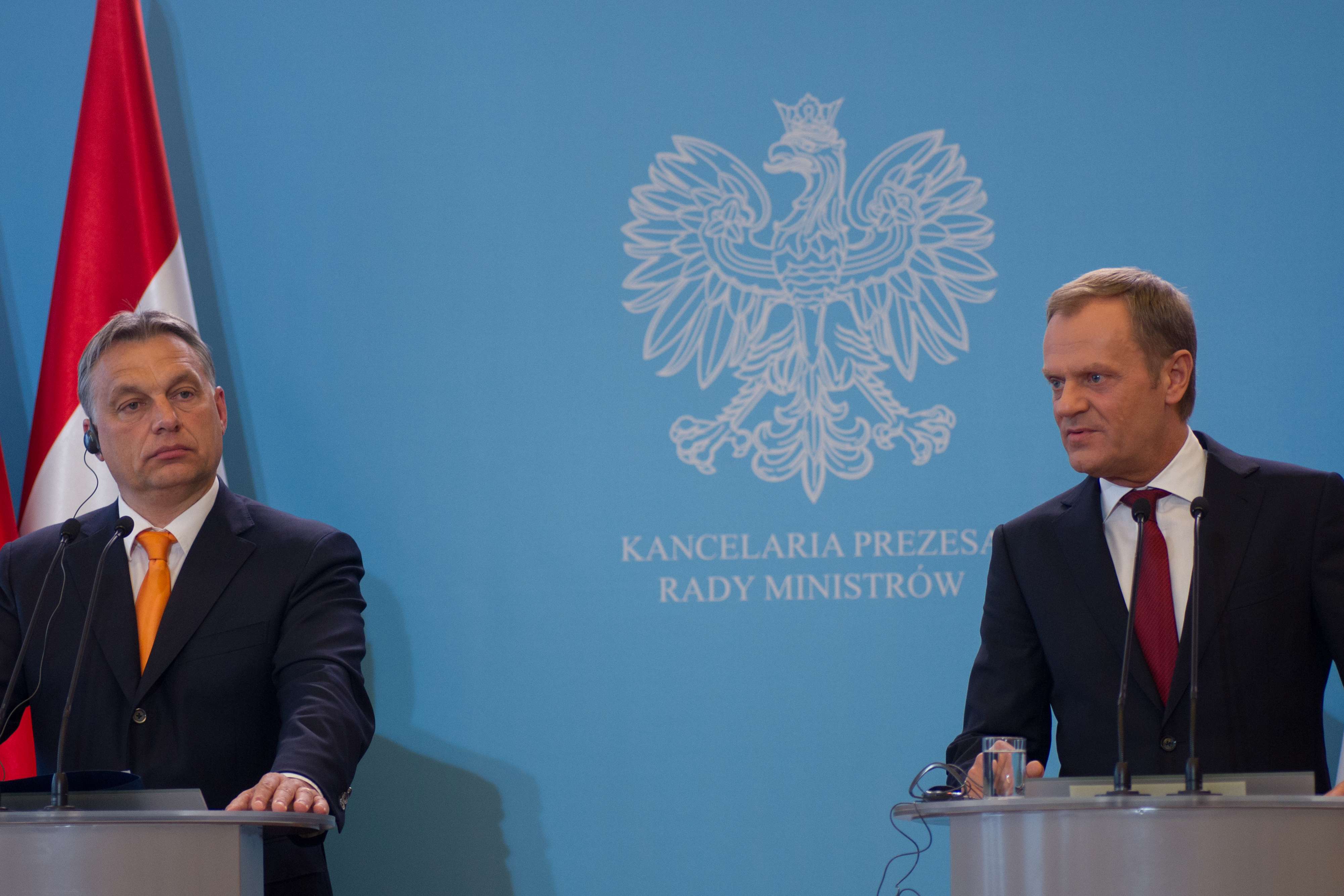
Spotkanie premierów Polski i Węgier Donalda Tuska i Viktora Orbana, 2014

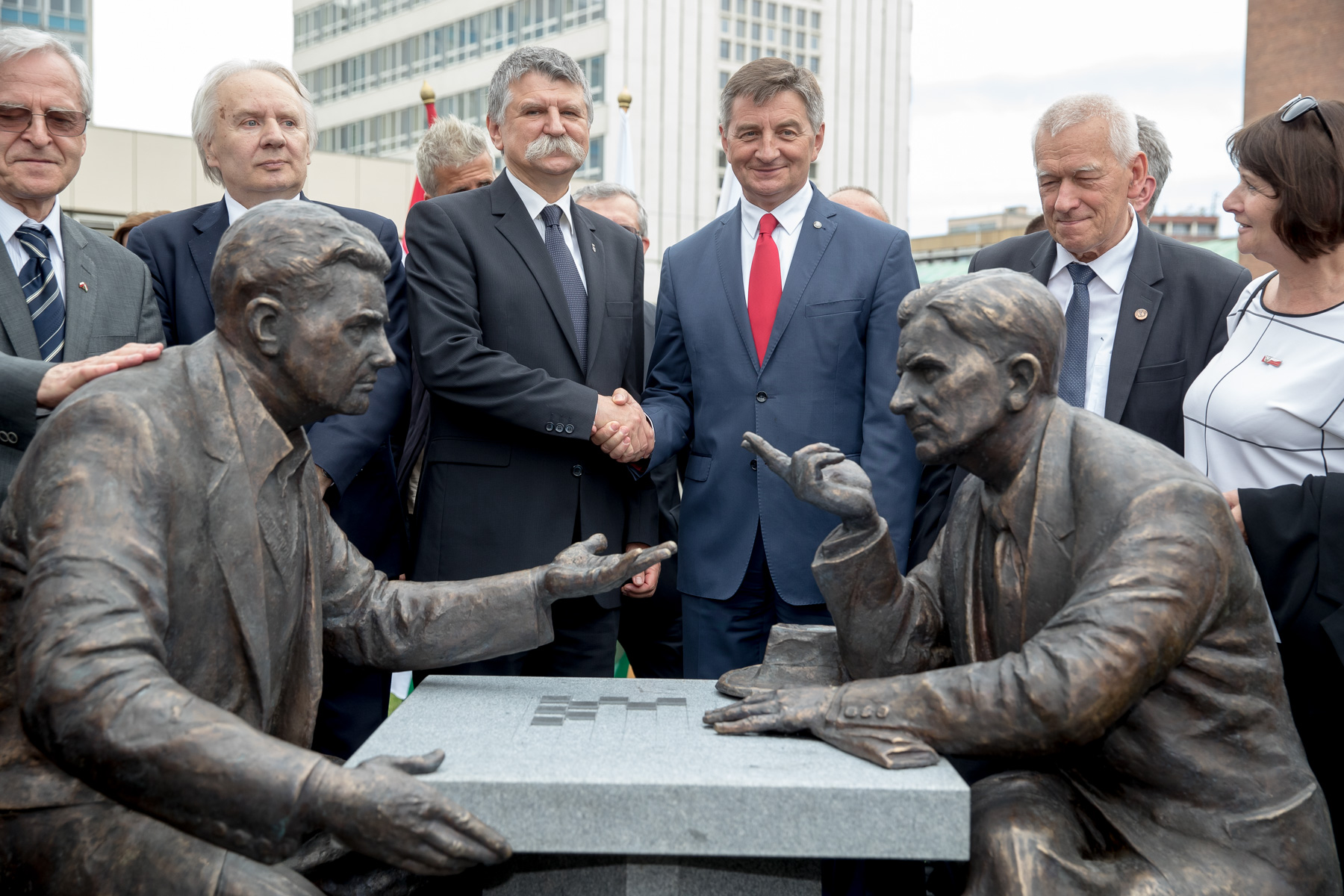
Odsłonięcie pomnika Henryka Sławika i Józsefa Antalla z udziałem przewodniczących parlamentów Polski i Węgier Marka Kuchcińskiego i László Kövéra, 2017

W wyniku Jesieni Ludów w 1989 roku zarówno Polska i Węgry stały się państwami demokracji parlamentarnej. W 1991 roku Polska, Węgry i Czechosłowacja podjęły współpracę w ramach Grupy Wyszehradzkiej celem zbliżenia tych krajów do struktur euroatlantyckich. W grudniu 1992 roku Polska, Węgry i Czechosłowacja podpisały w Krakowie Środkowoeuropejskie Porozumienie o Wolnym Handlu (CEFTA). 12 marca 1999 oba kraje stały się członkami NATO (członkami tego paktu w tym samym czasie zostały również Czechy), zaś 1 maja 2004 roku również Unii Europejskiej (wraz z 8 pozostałymi państwami). Od 21 grudnia 2007 roku oba kraje należą do Strefy Schengen. 
Według badań opinii publicznej dotyczących stosunku do innych narodowości, w 1993 roku 47% ankietowanych Polaków wyrażało sympatię dla Węgrów, a 18% niechęć, co na początku badań stanowiło najwyższy wskaźnik sympatii spośród bliższych i dalszych sąsiadów Polski. W kolejnych latach, do 2023 roku wskaźniki te wobec Węgrów pozostawały na podobnym poziomie, przy czym maksymalny poziom sympatii był deklarowany przez 60% w 2021 roku.
Zarówno uchwałą Senatu RP z 19 lutego 2016, jak i uchwałą Sejmu RP z 26 lutego 2016, rok 2016 został ustanowiony Rokiem Solidarności Polsko-Węgierskiej.
Gdy w 2022 roku Rosja zaatakowała Ukrainę, oba kraje zajęły różne stanowiska w stosunku co do inwazji - podczas gdy Polska stała się jednym z głównych światowych stronników Ukrainy, Węgry blokowały przewóz broni na tereny atakowane przez Rosjan, co przez opinię międzynarodową było interpretowane jako ciche poparcie strony rosyjskiej. Spowodowało to ochłodzenie relacji polsko-węgierskich. Latem 2022 roku polski premier Mateusz Morawiecki stwierdził, że „ścieżki Polski i Węgier się rozeszły".
Sondaż przeprowadzony w marcu 2023 przez CBOS wykazuje spadek poziomu sympatii do Węgrów o 21 punktów procentowych (do 36%), co stanowiło wynik najniższy od 30 lat.
Dalsze pogorszenie stosunków dwustronnych nastąpiło po wyborach w Polsce w 2023 roku wraz ze zmianą władzy w Polsce na krytyczną wobec rządów Viktora Orbána. W grudniu 2024 roku Węgry udzieliły azylu byłemu wiceministrowi sprawiedliwości Marcinowi Romanowskiemu ściganemu europejskim nakazem aresztowania, co zostało uznane przez Polskę za krok nieprzyjazny i doprowadziło do obniżenia rangi stosunków dyplomatycznych między oboma państwami.

### Dzień Przyjaźni
12 marca 2007 parlament Węgier uznał dzień 23 marca Dniem Przyjaźni Polsko-Węgierskiej. Za było 324 posłów, nikt się nie wstrzymał, nikt nie był przeciw. Cztery dni później analogiczną uchwałę podjął przez aklamację polski Sejm.
Tradycyjna przyjaźń węgiersko-polska jest ciągle żywa. Wzajemne wyrazy sympatii odwołujące się do historycznej przyjaźni obu narodów okazują obecni politycy Polski i Węgier. Podczas uroczystego obiadu na cześć prezydenta Węgier Pala Schmitta prezydent Polski Bronisław Komorowski powiedział „Mało jest w historii przykładów tak długiego, bezkonfliktowego współistnienia dwóch narodów”.